# Vicegobernador de Córdoba
El Vicegobernador de Córdoba es el órgano constitucional que, al mismo tiempo y por un mismo período, resulta elegido conjuntamente con el Gobernador de Córdoba para presidir la Legislatura Unicameral de la Provincia de Córdoba y, aleatoriamente, reemplazar al titular del poder ejecutivo, en forma provisoria o definitiva.

## Origen
Al constituirse la Provincia de Córdoba (Argentina), como una organización territorial, jurídica y política autónoma bajo un sistema de gobierno tripartito, se determinó la existencia del cargo de Gobernador de Córdoba como responsable de la actividad de ejecución, orientación y gestión de gobierno, elegido por el Congreso de Representantes, para un período de cuatro años y con la posibilidad de una reelección.
La hegemonía del Poder Legislativo sobre el Ejecutivo era completa. La elección, permanencia y reemplazo, sea provisorio o definitivo, del Gobernador de Córdoba eran decisión exclusiva de los representantes. Así las cosas, el brigadier Juan Bautista Bustos decidió modificar las reglas de selección de aquellos. El 30 de diciembre de 1824 suprimió los cabildos, ámbito primario de representación vecinal y último organismo de administración sobreviviente de la época colonial, y el 30 de marzo de 1825 fue reelegido Gobernador de Córdoba tras disolver el Congreso de Representantes y establecer una nueva legislatura con el concurso de los comandantes de las milicias rurales.
El 18 de mayo de 1832, el débil gobernador José Vicente Reynafé aprobó la modificación del Reglamento Provisorio de la Provincia para el Régimen de las Autoridades de Ella de 1821 y se estableció la atribución del Congreso de Representantes para designar un gobernador interino cuando el titular no pudiera ejercer.
La Batalla de Caseros supone el nacimiento de la Confederación Argentina y la reorganización de las autonomías provinciales bajo el signo de una Constitución federal y respetuosa de las libertades individuales. El derrocamiento del gobernador Manuel López, que detentaba la suma de los poderes públicos tras la sanción del Código Constitucional Provisorio de 1847, abre el período de organización constitucional en la Provincia de Córdoba.
En 1853 se sanciona la Constitución Nacional, estableciéndose un plazo de ocho meses a partir del 1 de diciembre de 1854 para que las provincias dictaran sus constituciones. En tal sentido, se sanciona la Constitución de la Provincia de Córdoba de 1855, siguiendo el proyecto de Juan Bautista Alberdi para la Provincia de Mendoza.
En ella se establece un Poder Legislativo unicameral, ejercido por una Asamblea de veinticinco diputados, representantes a su vez de los catorce departamentos en que se dividía la provincia entonces. Por su parte, el Poder Ejecutivo era unipersonal y duraba tres años, sin posibilidad de reelección; distinguiéndose a su vez, entre "gobernador propietario" o "en propiedad" -persona que ocupa el puesto de Gobernador permanentemente por el término del mandato-, "interino" y "delegado". 
El cargo de Vicegobernador fue establecido, por primera vez en la Provincia de Córdoba, el 17 de septiembre de 1870 al sancionarse la cuarta Constitución; la que, luego de cuarenta y nueve años de representación unicameral, estableció un Poder Legislativo bicameral al crear un Senado, cuyo órgano de dirección es el Vicegobernador, y una Cámara de Diputados.
La introducción del sistema de doble representación o diarquía legislativa, receptó opiniones favorables y desfavorables a lo largo de su vigencia. Sus defensores sostuvieron que el procedimiento bicameral es más adecuado para el estudio profundizado de las leyes. En tanto, sus detractores sostenían que, a diferencia de la diarquía en la antigua Roma creada para evitar la omnipotencia del poder público, el sistema bicameral le permitió al Poder Ejecutivo atenuar los efectos de la oposición al dilatar el procedimiento de formación y sanción de las leyes y crear antagonismos intralegislativos.